# Valencia de Don Juan
Valencia de Don Juan (ehemals Valencia de Campos) ist eine Kleinstadt und eine nordspanische Gemeinde mit 5.094 Einwohnern (Stand: 2024) in der Provinz León und der Region Kastilien-León. Die Stadt liegt an einer von Süden (Sevilla, Mérida, Cáceres, Salamanca und Zamora) kommenden und in León oder Astorga in die Hauptstrecke einmündenden Nebenstrecke des Jakobswegs.

## Lage und Klima
Die Kleinstadt Valencia de Don Juan liegt auf dem Ostufer des Río Esla im Nordwesten der Iberischen Meseta ca. 40 km (Fahrtstrecke) südlich der Stadt León in einer Höhe von ca. 770 m; die am Jakobsweg gelegenen Städte Sahagún und Astorga befinden sich nur etwa 48 km nordöstlich bzw. 54 km nordwestlich. Das Klima im Winter ist rau, im Sommer dagegen trocken und warm; der spärliche Regen (ca. 480 mm/Jahr) fällt überwiegend im Winterhalbjahr.

## Bevölkerungsentwicklung
| Jahr      | 1857  | 1900  | 1950  | 2000  | 2017  |
| Einwohner | 1.862 | 2.344 | 4.127 | 4.064 | 5.201 |

Aufgrund der durch die Mechanisierung der Landwirtschaft und der Aufgabe von bäuerlichen Kleinbetrieben ausgelösten Landflucht ist die Bevölkerung der Kleinstadt seit der Mitte des 19. Jahrhunderts kontinuierlich gewachsen.

## Wirtschaft
Die Kleinstadt liegt an einem alten Handelsweg im Nordwesten der Iberischen Halbinsel. Das Umland von Valencia de Don Juan war und ist im Wesentlichen landwirtschaftlich geprägt; die Menschen lebten jahrhundertelang weitgehend als Selbstversorger. Erst durch die Verbesserung der Infrastruktur im 20. Jahrhundert war es möglich, für den Markt zu produzieren. Die Stadt selbst dient als handwerkliches und merkantiles Zentrum für die umliegenden Dörfer. Seit den 1960er Jahren ist der Tagestourismus von größerer Bedeutung.

## Geschichte
Der älteste überlieferte Name des Ortes lautet Coyanza (siehe Stadtwappen); bis zum Ende des 14. Jahrhunderts war sein Name Valencia de Campos. Es war eine Herrschaft, die sich im Besitz des Königshauses befand. Als erster Grundherr (señor) des Ortes und seines Umlandes ist der Infant Johann von Kastilien (manchmal auch als Juan de Haro bezeichnet) bezeugt, ein Sohn des Königs Alfons X., der am 25. Juni 1319 vor Granada fiel. Im Jahr 1379 wurde Valencia de Campos für Johann von Portugal (1349–1397) zum Herzogtum erhoben; dieser war der Auftraggeber des Castillo de Valencia de Don Juan, dessen Fertigstellung er jedoch selbst nicht erlebte. Johann von Portugal war der Sohn von König Pedro und Inês de Castro, der nach dem Tod des Königs Ferdinand I., seines Halbbruders, als Thronprätendent auftrat, obwohl er zwar legitimiert aber von der Thronfolge ausgeschlossen war, und schließlich einem anderen Halbbruder, dem unehelichen Johann von Aviz, weichen musste. Seine Tochter und Erbin führte den Titel einer Gräfin von Valencia, das seitdem Valencia de Don Juan genannt wird. Für Juan de Acuña y Portugal, den 3. Grafen von Valencia de Don Juan, wurde die Herzogswürde im Jahr 1465 erneuert.

## Sehenswürdigkeiten

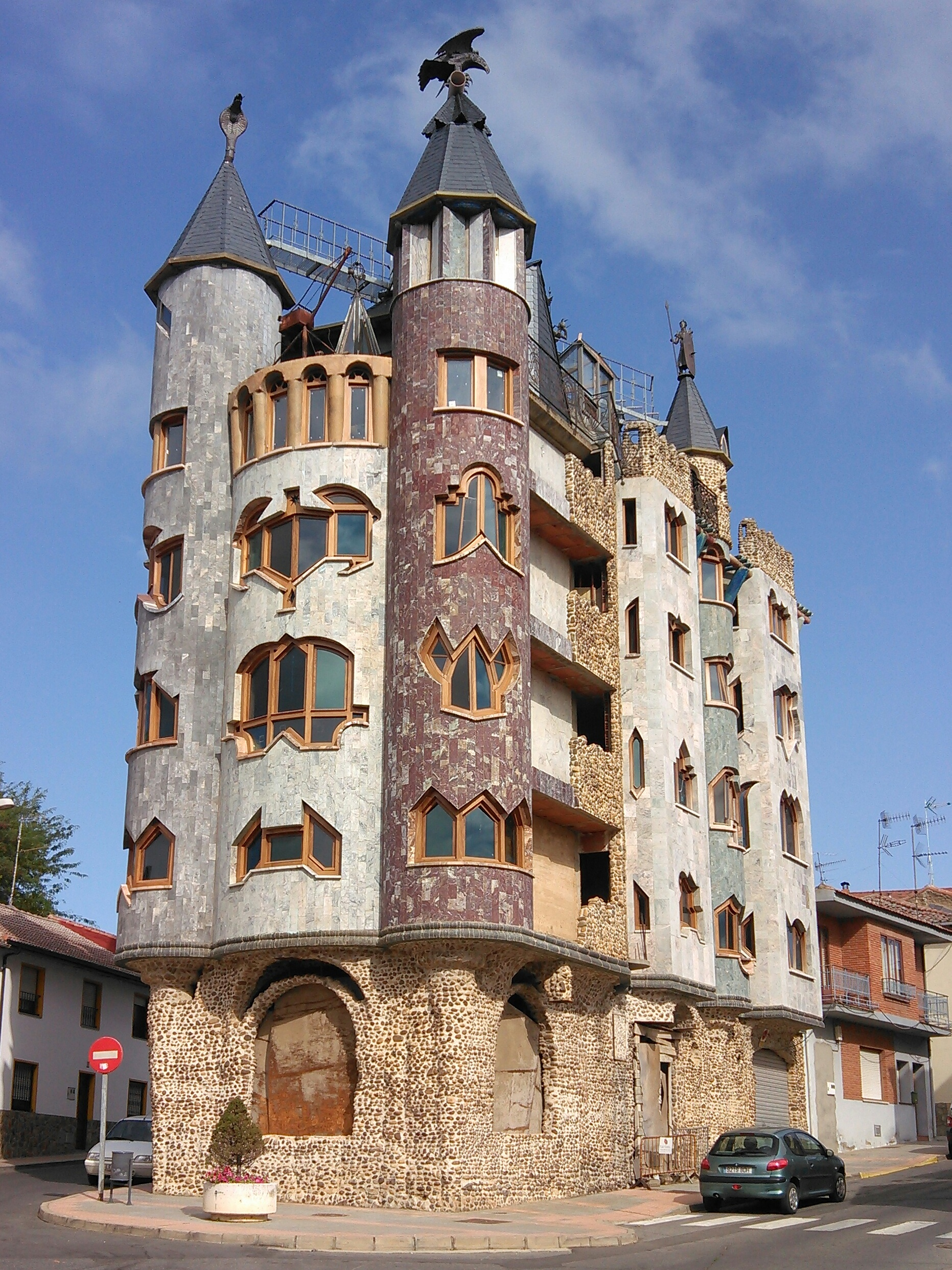
Edificio Centinela

- Das möglicherweise an der Stelle einer eisenzeitlichen, später römischen Festung erbaute Castillo de Valencia de Don Juan war einer der monumentalsten und imposantesten Burgenbauten des ausgehenden Mittelalters. Die stadtseitige Front wurde in mehreren Abschnitten seit den 1950er Jahren wieder aufgebaut, wohingegen der rückwärtige, flussseitige Teil immer noch in Ruinen liegt. In den restaurierten Räumen ist ein Museum zur Stadtgeschichte untergebracht.
- Die klassizistische Iglesia de San Pedro Apóstol befindet sich am zentralen Platz unmittelbar neben dem Rathaus. Der strenge, zweitürmige Bau mit vorgestellten Säulen stammt aus dem 19. Jahrhundert (Fertigstellung 1876). In der Apsis steht ein ca. 13 m hoher und 9 m breiter Schnitzaltar des selbst in Spanien weitgehend unbekannten Meisters Guillén Doncel[5] mit Szenen der Passion Christi aus dem 16. Jahrhundert.[6][7] Die spätgotische Madonna der Virgen del Castillo Viejo stammt aus der alten Burgkirche und ist die Schutzpatronin der Stadt.
- Das Edificio Centinela ist ein eigenwilliger fünfgeschossiger Wohnhausneubau mit Anklängen an den Stil Antoni Gaudís. Santiago Nava, der Eigentümer und Bauherr, arbeitet seit 1990 an dem immer noch unvollendeten Bau.[8]

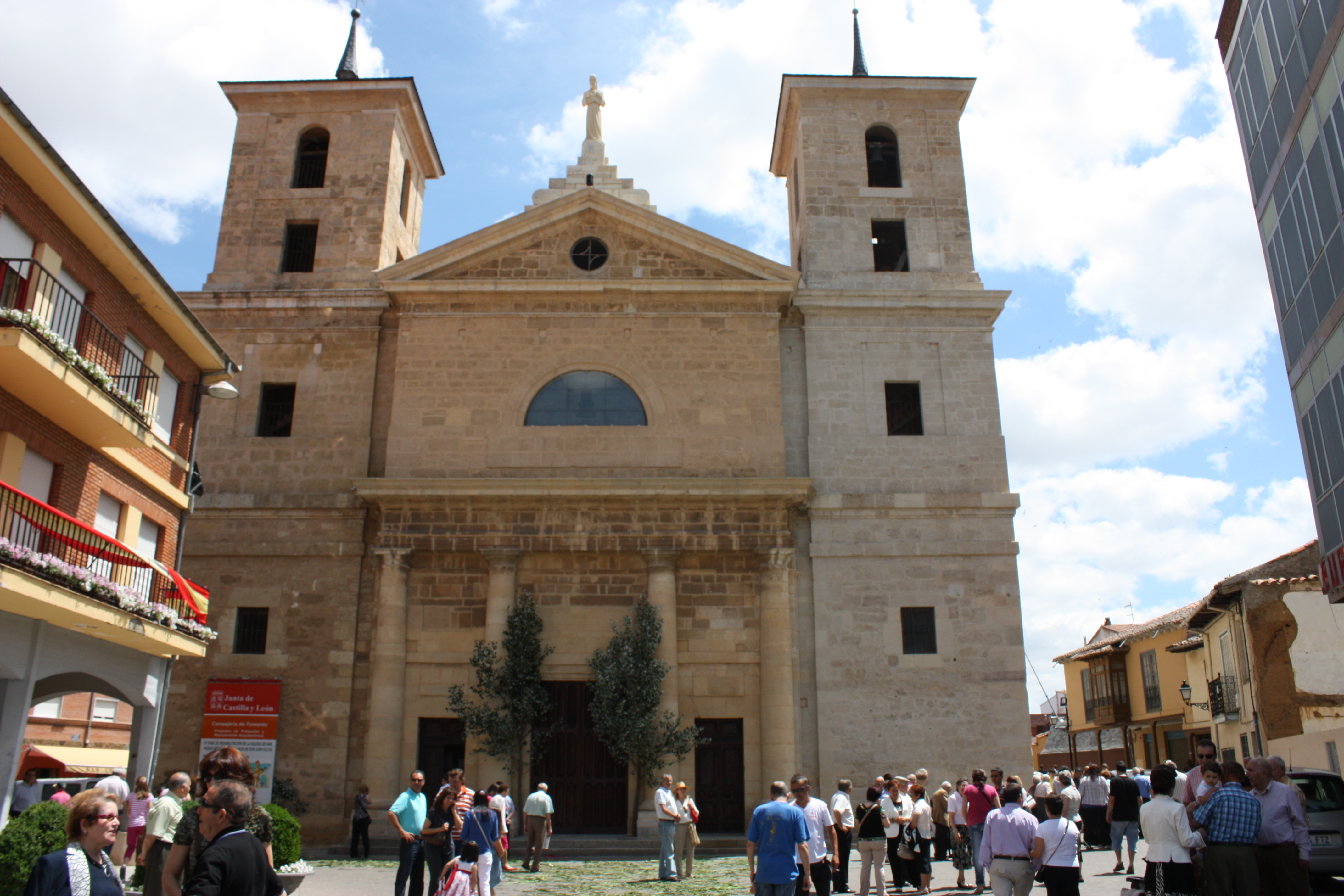
Iglesia de San Pedro Apóstol
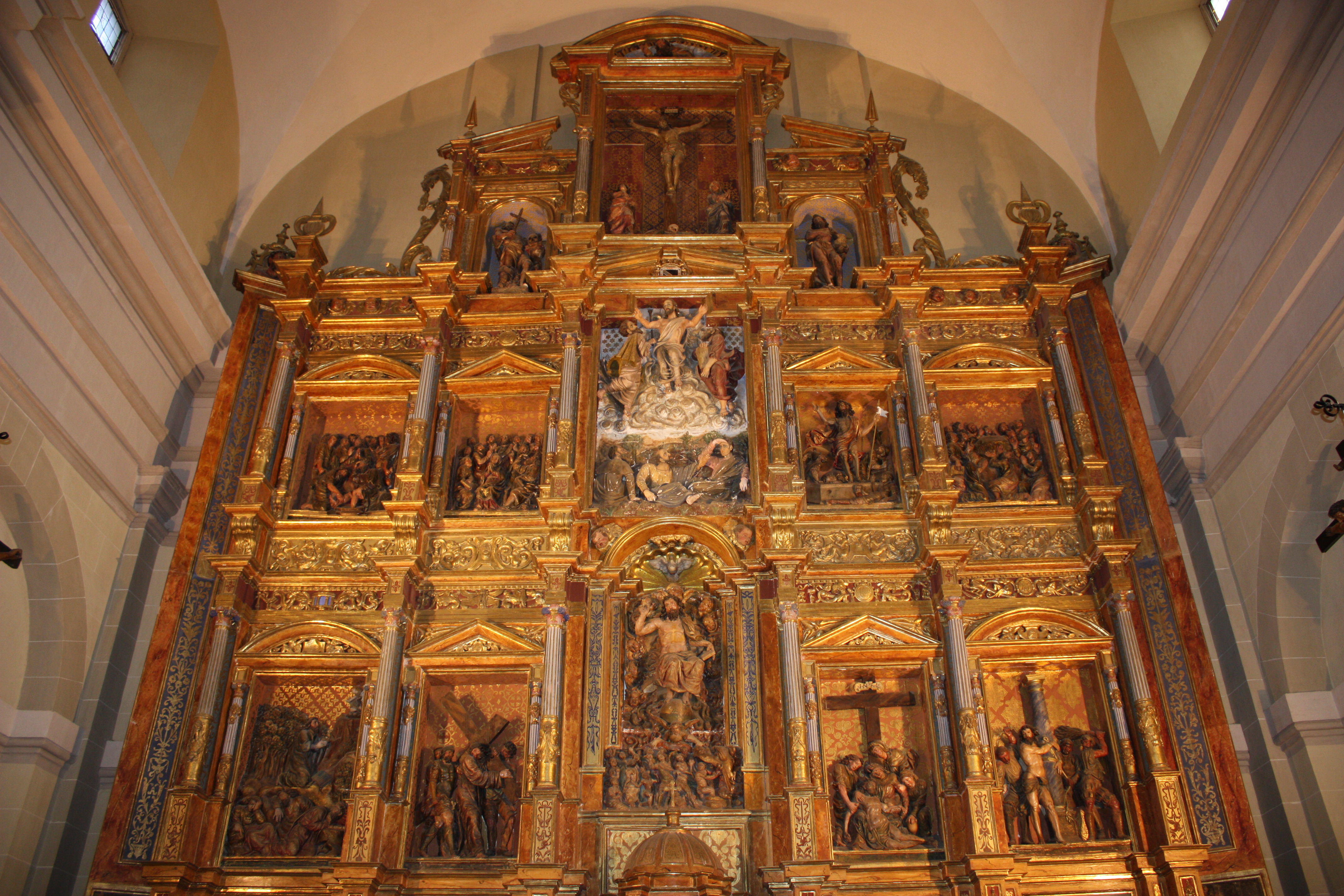
dto., Altarretabel
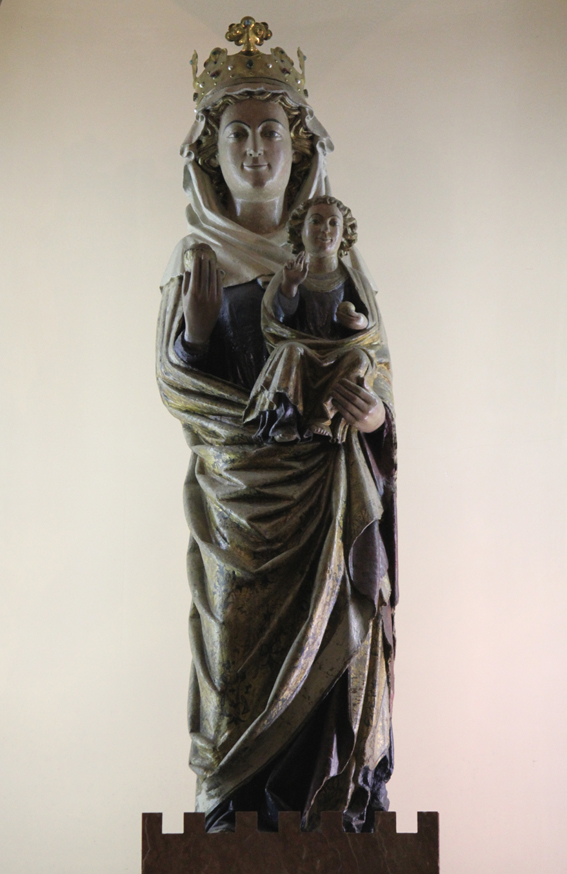
Virgen del Castillo Viejo.